# Длительность (философия)
 Длительность — теория времени и сознания положенная французским философом Анри Бергсоном.

## Теория Бергсона

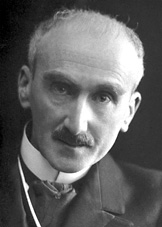
Анри Бергсон (1927 год)

Бергсон стремился устранить недостатки, которые он увидел в философии Герберта Спенсера, в связи, как он считал, с недостатком знаний Спенсера о механике, что привело Бергсона к выводу, что время ускользает от математики и естественных наук. Бергсон понял, что момент, когда человек пытался измерить время, ушёл: измеряется неподвижная, полная линия, тогда как время подвижное и неполное. В отдельных случаях, время может ускоряться или замедляться, тогда как для науки оно останется прежним. Таким образом, Бергсон решил исследовать внутренний мир человека, который является типом продолжительности, ни единство и не количественную множественность. Длительность невыразима и может быть отображена только косвенно, через образы, которые никогда не могут показать полную картину. Это может быть постигнуто только с помощью интуиции воображения.
Бергсон впервые представил свою концепцию длительности в своём эссе Время и Свободная Воля: Эссе о непосредственных данных сознания. Оно использовалось в качестве защиты свободной воли в ответ Иммануилу Канту, который верил, что свобода принадлежит области за пределами времени и пространства.

## Ответы Канту и Зенону

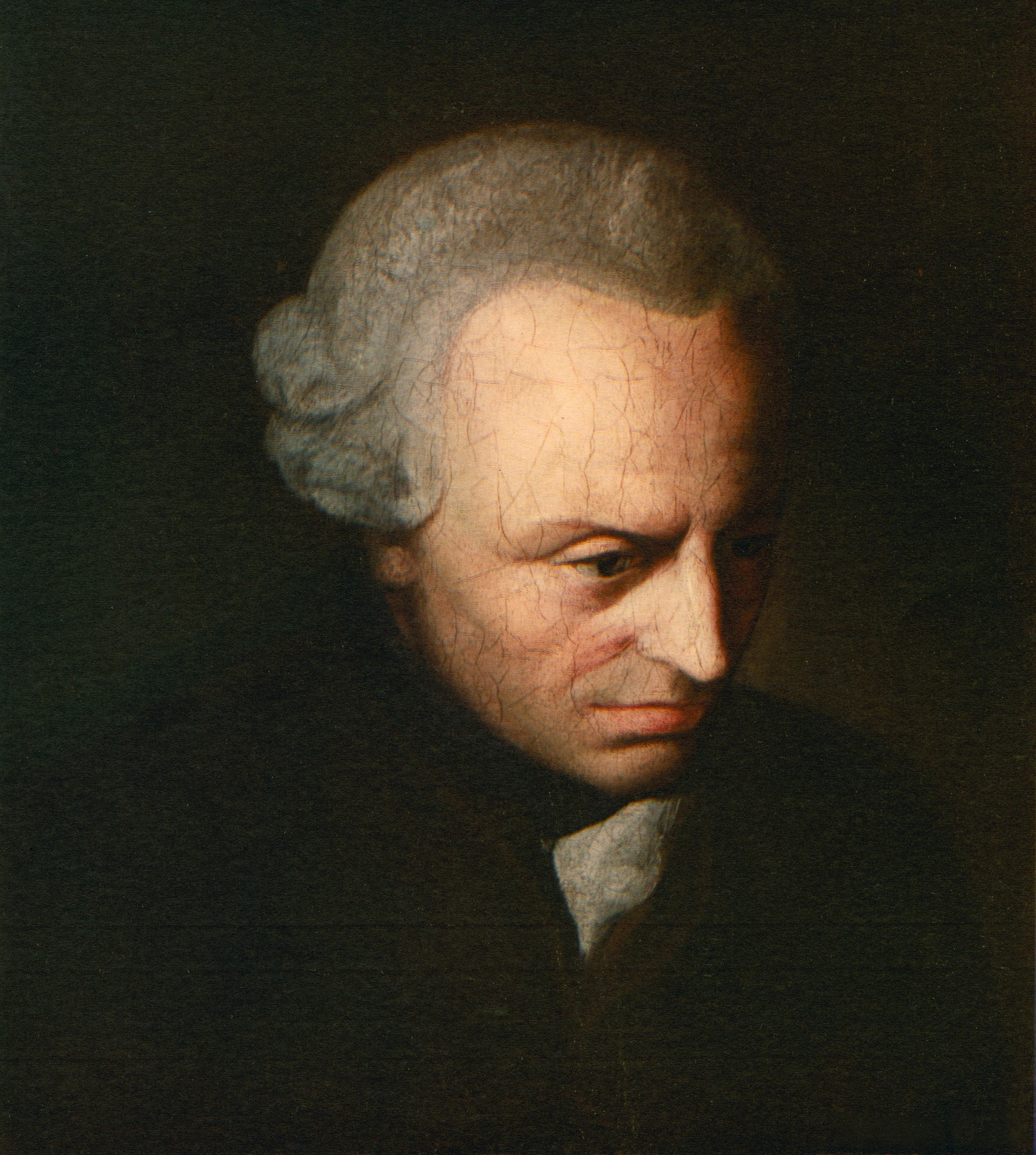
Иммануил Кант, который считал, что свободная воля является только прагматической верой.

Зенон Элейский считал, что реальность — это несозданное и неподвижное целое. Он сформулировал четыре парадокса, чтобы представить мобильность, как невозможное. По его словам, мы никогда не сможем пройти через одну точку, потому что каждая точка бесконечно делима и невозможно пройти бесконечное пространство. Но для Бергсона проблема возникает только тогда, когда мобильность и время, то есть продолжительность, принимают за пространственную линию, которая лежит в их основе. Время и мобильность ошибочно рассматриваются как вещи, а не прогрессии. Они рассматриваются ретроспективно, как пространственная траектория вещей, которая может быть разделена до бесконечности, в то время как они, по сути, единое целое.
Ответ Бергсона Канту в том, что свободная воля возможна в течение срока, в течение которого человек живёт. Свободная воля на самом деле не проблема, а лишь общее замешательство среди философов, вызванное неподвижным временем науки. Для измерения продолжительности, она должна быть переведена в неподвижное, пространственное время науки, переведена из нераспространённого в расширенное. Именно из-за этого перевода возникает проблема свободной воли. Поскольку пространство является однородным, количественно множественным, продолжительность сопоставляется и преобразуется в последовательность отдельных частей, один идёт за другим, и поэтому «действуют» друг на друга. Ничто в продолжительности не может быть причиной чего-либо в ней. Таким образом, детерминизм, вера в то, что всё определяется до причины, является невозможным. Нужно принимать время, как оно есть, путём размещения себя в течение срока, где свобода может быть определена и воспринята, как чистая мобильность.

## Изображения длительности
В  Введении в Метафизику , Бергсон представляет три изображения длительности. Первое имеет две катушки: одна разворачивающаяся, чтобы представлять непрерывный поток старения, чувствуя своё приближение к концу продолжительности жизни, другая-сворачивающаяся, чтобы показать непрерывный рост памяти, который, по мнению Бергсона, равняется сознанию. У человека без памяти могут возникнуть два одинаковых момента, но, говорит Бергсон, осознавая, что человек, таким образом, будет находиться в состояние смерти и возрождения, которую он отождествляет с потерей сознания. Изображение двух катушек, несмотря на то, что они из однородной и пропорциональной нити, в то время, как Бергсон считал, что никакие два момента не могут быть одинаковыми, поэтому продолжительность неоднородна.
Бергсон потом предоставил изображение спектра тысячи постепенно меняющихся оттенков с линией, которая проходит через них, находясь под влиянием и поддерживая каждый оттенок. Но даже этот образ является неточным и неполным, поскольку он представляет длительность в виде фиксированного и полного спектра всех оттенков, сопоставленных в пространстве, в то время как продолжительность неполная и постоянно растёт, её состояние это не начало и не конец, а что-то смешанное.
Вместо этого, давайте представим бесконечную маленькую часть эластика, стягивающуюся, если бы это было возможно, к математической точке. Давайте сделаем это постепенно, таким образом, чтобы выявить точки линии, которая постепенно будет расти больше. Давайте сконцентрируем наше внимание на линии не как на линии, а как на действие, которое она отслеживает. Давайте считать, что это действие, несмотря на его продолжительность, является неделимым, если предположить, что оно идёт без остановок; что, если мы добавим остановку в него, то мы получим два действия вместо одного, и, что каждое из этих действий потом будут неделимы, как мы и говорили; что это, сам по себе, не движущийся акт, который никогда не делится, а неподвижная линия, которой он ложится в пространстве, как дорожка в пространстве. Давайте перенесём наш ум от пространства, стягивающего движение, и сосредоточимся исключительно на самом движении, на акте напряжения или расширения, в общем, на чистую мобильность. На этот раз у нас появится более точный образ нашего развития в срок.
Даже это изображение является незавершённым, так как, при ссылке на него, забывают про богатство красок. Но, как показывают три изображения, можно сформулировать, что продолжительность это качественная, нераспространённая, несколько едино, мобильно и постоянно проникает само себя. Тем не менее, концепции, поставленные бок о бок, не могут адекватно представить собой продолжительность.
На самом деле, мы меняемся, не переставая… нет существенной разницы между переходом от одного состояния к другому и сохранения в том же состоянии. Если состояние, которое «остаётся неизменным» является более разнообразным, чем мы думаем, то с другой стороны, переход из одного состояния в другое напоминает больше, чем мы представляли — единое состояние продлевается: переход является непрерывным. Только потому, что мы закрываем наши глаза на непрерывное изменение каждого физического состояния, мы вынуждены, когда изменения стали настолько грозными, чтобы привлечь наше внимание, говорить, как если бы новое состояние было бы размещено рядом с предыдущими. Мы считаем, что это новое состояние, в свою очередь, остаётся неизменным и так до бесконечности.
Потому, что качественная кратность неоднородна и ещё проникающая себя, она не может быть адекватно представлена символом, да и для Бергсона, качественная кратность невыразима. Таким образом, чтобы понять длительность, нужно отойти от привычных способов мышления и поставить себя в течение длительности с помощью интуиции.